# Treponematose
Unter einer Treponematose versteht man eine bakterielle Infektionskrankheit bei Menschen und Tieren, die durch Bakterien der Gattung Treponema verursacht wird. Die humanen Treponematosen werden mit Ausnahme der Syphilis auch als tropische Treponematosen bezeichnet.
- Treponematosen beim Menschen:

- Syphilis (Treponema pallidum ssp. pallidum)
- Frambösie (Treponema pertenue)
- Pinta (Treponema carateum)
- Bejel, Endemische Syphilis (Treponema pallidum ssp. endemicum)

- Treponematosen bei Tieren:

- Kaninchensyphilis (Treponema paraluiscuniculi)

Einige Erkrankungen durch Treponemen werden nur bei Vorliegen einer gleichzeitigen Koinfektion mit weiteren Bakterienarten ausgelöst. Diese nur fakultativ pathogenen Treponemen sind dann meist mit mikroaerophilen oder strikt anaeroben Bakterien wie Campylobacter, Bacteroides und Fusobacterium vergesellschaftet. Mischinfektionen mit letzteren werden auch als Fusotreponematosen bezeichnet. Diese Treponematosen durch Mischinfektionen sind die Angina Plaut-Vincent beim Menschen (Treponema vincentii und Fusobacterium nucleatum) und die Zehenhautentzündung des Rindes (Treponema denticola oder Treponema brennaborense vergesellschaftet mit Campylobacter faecalis oder Bacteroides levii)